# Bundesstraße 439
Pour les articles homonymes, voir Route 439.
La Bundesstraße 439 est une Bundesstraße du Land de Basse-Saxe.

## Géographie
La Bundesstraße 439 mène de Stuhr-Groß Mackenstedt à Stuhr-Fahrenhorst, au sud de Brême. Elle commence à la sortie de Delmenhorst de l'A 1. Les premiers kilomètres sont en commun avec la B 322 à travers Groß Mackenstedt. À Klein Mackenstedt, la B 439 bifurque en direction du sud. Elle traverse le quartier de Heiligenrode et croise la B 51 à Fahrenhorst, où elle se termine.

## Source
- (de) Cet article est partiellement ou en totalité issu de l’article de Wikipédia en allemand intitulé « Bundesstraße 439 » (voir la liste des auteurs).

1. ↑  (de) « Ruhe im Ortskern, viel Verkehr auf Schleichwegen », sur Kreiszeitung, 2016 (consulté le 12 octobre 2021)